# Потрас Кирило Олександрович
Кири́ло Олекса́ндрович Потрас — український воїн, ветеран та учасник російсько-української війни.

## Біографія
Народився 1984 у м. Дніпропетровськ (нині Дніпро). Все своє дитинство хлопець провів у Дніпрі. Там же і закінчив школу. Після завершення навчання він працював у різних сферах, в тому числі і в торгівлі, хоча це йому і не дуже подобалося. Останні 5 років до війни Кирило працював у компанії, що займалася створенням спецефектів. З початком війни Потрас не пішов у армію, хоча й мав можливість. Це тому, що, як він сам каже: «ну не бачив я себе тоді у ЗСУ». Також він сам називав себе аполітичною людиною та вважав, що воно незабаром «закінчиться саме собою». Через кілька років він вирішив, що все-таки необхідно захищати свою країну, адже: « почали гинути мої знайомі і знайомі моїх знайомих, і мені стало елементарно соромно». Проте у нього тоді була маленька дитина. Пройшло 4 роки, поки Кирило вирушив на полігон. Піти Потрас вирішив у 36-ту бригаду морської піхоти. Як він сам каже: «Вирішальну роль у цьому зіграли друзі». В зону ООС він попросився сам, хоча дружині сказав, що служитиме на другій лінії. Після закінчення навчання Кирило потрапив на службу на позиції у Водяному. Там прослужив близько 2 місяців, після чого отримав поранення. Тоді йому змушені були ампутувати частину ноги та поставили протез. Після цього життя розділилося на «до» і «після», проте Кирило не зламався. Він призвичаївся до протезу, продовжив тренування та 05.2021 пройшов психологічну смугу перешкод та здобув право носити берет морської піхоти. Нині Кирило перебуває на службі у 36-тій бригаді морської піхоти. Після повномасштабного вторгнення мобілізувався повернувся у рідну частину.

## Нагороди
За особисту мужність і героїзм, виявлені у захисті державного суверенітету та територіальної цілісності України, вірність військовій присязі під час російсько-української війни, відзначений — нагороджений
- орденом «За мужність» III ступеня[3]